# Acrocephalus aequinoctialis
Acrocephalus aequinoctialis là một loài chim trong họ Acrocephalidae.